# World Orders Old and New
World Orders Old and New é um livro escrito pelo linguista e ativista político Noam Chomsky, publicado originalmente em 1994 e relançado em 1996 pela Columbia University Press. No livro, Chomsky escreve sobre a cena internacional desde 1945, dedicando atenção especial aos eventos que se seguiram ao colapso da União Soviética.